# 黒部警察署
黒部警察署（くろべけいさつしょ）は、富山県警察が管轄する警察署の一つである。識別章所属表示はKU。

## 所在地
- 富山県黒部市三日市1524-1

## 管轄区域
- 黒部市

## 沿革
- 1948年（昭和23年）2月26日 - 富山県議会で「桜井町警察署の位置・名称及び管轄区域に関する条例」が定められる[1]。
- 1951年（昭和26年）10月1日 - 自治体警察廃止による国家地方警察編入に伴い、桜井町警察が廃止され、魚津町（現・魚津市）にある国家地方警察下新川地方警察署の管轄下に入り、その下部機関として桜井町、生地町、東布施村、東山村、内山村を管轄する『桜井地区警察署』が発足。生地と宇奈月に巡査部長派出所、9地区に巡査駐在派出所が設置される[2]。
- 1954年（昭和29年）
  - 4月1日 - 黒部市（旧）市制施行に伴い、『黒部地区警察署』に改称[2]。
  - 7月 - 警察法改正で自治体警察が廃止され、富山県警察が発足。富山県黒部警察署となる。この時点で巡査部長派出所は生地と宇奈月、巡査派出所は石田、田家、東布施、前沢、荻生、若栗、大布施、村椿、東山の9地区[3]。黒部署の機構はこの時点で刑事と警備の二体制であった[4]。
  - 10月5日 - 入善警察署管内の愛本巡査駐在所が黒部市へ移管（宇奈月町発足のため）[3]。
- 1955年（昭和30年）6月 - 荻生駐在所が廃止され、その受け持ち区域を前沢と若栗の駐在所に分割移管[3]。
- 1956年（昭和31年）10月 - 刑務、刑事、警備の三体制化される[4]。
- 1959年（昭和34年）7月 - 刑事課を設置[4]。
- 1961年（昭和36年）
  - 3月 - 警務警ら係、刑事課（捜査、防犯担当）、警備係、交通係を設置。同月には、若栗、田家、東布施等の各駐在所を本署所属、石田、大布施、村椿の各駐在所を生地派出所所属、東山、愛本の各駐在所を宇奈月派出所所属に改組[4]。
  - 4月 - 前沢駐在所が廃止され、その受け持ち区域を田家駐在所に移管[3]。
- 1963年（昭和38年）12月29日 - 木造瓦葺の2階建ての庁舎がストーブの煙突の飛び火による火災により一部（2階部分）焼失[5][6]。これを機に新庁舎の建設に着手[7]。
- 1965年（昭和40年）
  - 3月25日（一部資料では同年6月[7]） - 現在地に新庁舎が完成し、移転[8]。旧警察署跡地は現在、旧国道8号に通ずる道路になっている[6]。
  - 9月 - 三日市派出所を新設[3]。
- 2006年（平成18年）3月31日 - 管内の旧黒部市と下新川郡宇奈月町の新設合併により、本署の管轄する市町村数は1市1町から、1市となった。
- 2023年（令和5年）6月1日 - 宇奈月温泉駐在所を移転して山岳警備隊拠点機能を合わせた宇奈月温泉警備派出所の業務開始[9]。
- 2024年（令和6年）7月1日 - 入善警察署、魚津警察署とのブロック運用（新川東エリア）が導入され、署長、副署長、次長を除く警察官による3署兼務体制に移行[10]。

なお、関西電力黒部川第四発電所の建設に伴い、1957年（昭和32年）9月以降仙人谷、御前沢、猫又、欅平に黒部署管轄の臨時派出所が順次設置されていた。工事完成後は欅平の臨時派出所が1971年（昭和46年）4月に欅平警備派出所に改組し、御前沢の臨時派出所が1971年（昭和46年）の国有林管轄区域変更のため上市警察署に移管されたが、仙人谷は1965年（昭和40年）9月、猫又は1968年（昭和43年）4月に廃止された。

## 組織
※順不同
- 署長(警視)
- 次長兼警務課長兼会計課長兼警備課長(警部)
  - 警務課
    - 警務係、県民相談係

  - 会計課
    - 会計係

  - 警備課
    - 警備係
- 刑事生活安全課
  - 庶務係、生活安全係、刑事係、鑑識係
- 地域交通課
  - 地域総務係、自動車警ら係、企画送致係、指導係、事故捜査係

## 交番
- 三日市交番（黒部市三日市3134-2）

## 警察官駐在所
- 田家警察官駐在所（黒部市田家新568-1）
- 若栗警察官駐在所（黒部市若栗1257-2）
- 東布施警察官駐在所（黒部市釈迦堂901-5）
- 石田警察官駐在所（黒部市正光寺新62）
- 大布施警察官駐在所（黒部市金屋325-1）
- 村椿警察官駐在所（黒部市吉田2634-6）
- 東山警察官駐在所（宇奈月町浦山196-5）
- 愛本警察官駐在所（宇奈月町栗虫2091-1）
- 生地警察官駐在所（黒部市飯沢904-2）

## 警備派出所
- 宇奈月温泉警備派出所（黒部市宇奈月温泉429-2） - 旧宇奈月温泉警察官駐在所[9]